# 鈴木恵
鈴木 恵（すずき めぐみ、1959年5月28日 - ）は、日本の翻訳家。日本推理作家協会会員。
長野県松本市生まれ。早稲田大学第一文学部卒業。大学時代から演劇に熱中し、卒業後も、フリーの裏方スタッフとして活動。
30歳をすぎた頃から翻訳家を志し、通信教育・通学教育課程で学び、伏見威蕃に師事。1997年に、師匠の紹介によりアンソロジー『翼を愛した男たち』収載の「ハンス・プファールという人物の無類の冒険」を訳して翻訳家デビュー。1998年、初の単独翻訳本『大洪水』が刊行。

## 翻訳
- 『大洪水』（マックス・マーロウ、東京創元社、創元ノヴェルズ） 1998年
- 『AIソロモン最後の挨拶』（ジョン・マクラーレン、東京創元社、創元ノヴェルズ） 1999年
- 『黒いスズメバチ』（ジェイムズ・サリス、 (ハヤカワ文庫、ミステリアス・プレス文庫） 1999年
- 『ハイロー・カントリー』（マックス・エヴァンズ、角川文庫） 1999年
- 『コオロギの眼』（ジェイムズ・サリス、 (ハヤカワ文庫、ミステリアス・プレス文庫） 2000年
- 『過去が我らを呪う』（ジェイムズ・リー・バーク、角川文庫） 2001年
- 『9ミリの挽歌』（ロブ・ライアン、文春文庫） 2001年
- 『わが名はレッド』（シェイマス・スミス、ハヤカワ・ミステリ文庫） 2002年
- 『燃える天使』（ジェイムズ・リー・バーク、角川文庫） 2002年
- 『硝煙のトランザム』（ロブ・ライアン、文春文庫） 2003年
- 『アクロバット』（ゴンザーロ・ライラ、小学館） 2004年
- 『チャーリー退場』（アレックス・アトキンスン、創元推理文庫） 2004年
- 『ダンテ・クラブ』（マシュー・パール、新潮社） 2004年、のち文庫
- 『名無しのヒル』（シェイマス・スミス、ハヤカワ・ミステリ文庫） 2004 年
- 『男殺しのロニー』（レイ・シャノン、ソニー・マガジンズ、ヴィレッジブックス） 2005年
- 『ドライブ』（ジェイムズ・サリス、ハヤカワ・ミステリ文庫） 2006年
- 『暁への疾走』（ロブ・ライアン、文春文庫） 2006年
- 『殺人者は夢を見るか』（ジェド・ルーベンフェルド、講談社文庫） 2007年
- 『ポー・シャドウ』（マシュー・パール、新潮文庫） 2007年
- 『幽霊を捕まえようとした科学者たち』（デボラ・ブラム、文藝春秋） 2007年、のち文庫
- 『アメリカン・スキン』（ケン・ブルーウン、ハヤカワ・ミステリ文庫） 2008年
- 『ロンドン・ブールヴァード』（ケン・ブルーエン、新潮文庫） 2009年
- 『未完のモザイク』（ジュリオ・レオーニ、二見文庫、ザ・ミステリ・コレクション） 2009年
- 『狼のゲーム』（ブレント・ゲルフィ、ランダムハウス講談社） 2009年
- 『51番目の州』（ピーター・プレストン、創元推理文庫） 2009年
- 『ピザマンの事件簿 デリバリーは命がけ』（L・T・フォークス、ヴィレッジブックス） 2009年
- 『グローバリズム出づる処の殺人者より』（アラヴィンド・アディガ、文藝春秋） 2009年
- 『追跡する数学者』（デイヴィッド・ベイジョー、新潮文庫） 2010年
- 『生、なお恐るべし』（アーバン・ウェイト、新潮文庫） 2011年
- 『ピザマンの事件簿2 犯人捜しはつらいよ』（L・T・フォークス、ヴィレッジブックス） 2011年
- 『赤と赤』（エドワード・コンロン、ハヤカワ・ミステリ文庫） 2013年
- 『訣別のトリガー』（アーバン・ウェイト、新潮文庫） 2013年
- 『機械男』（マックス・バリー、文藝春秋） 2013年
- 『今日から地球人』（マット・ヘイグ、ハヤカワ・ミステリ文庫） 2014年
- 『自堕落な凶器』（アリエル・S・ウィンター、新潮文庫） 2014年
- 『アルファベット・ハウス』（ユッシ・エーズラ・オールスン、早川書房） 2015年
- 『深夜プラス1』（ギャビン・ライアル、ハヤカワ文庫） 2016年
- 『宝島』（ロバート・L・スティーヴンソン、新潮文庫） 2016年